# Abu-l-Alà al-Maarrí
Abu-l-Alà Àhmad ibn Abd-Al·lah al-Maarrí, més conegut simplement com a Abu-l-Alà al-Maarrí (àrab: أبو العلاء المعر, Abū al-ʿAlāʾ al-Maʿarrī) (27 de desembre de 973 - 20 de maig de 1057, Maarat an-Numan, Síria) fou un destacable poeta àrab, conegut pel seu talent i originalitat com a poeta i pel seu pensament filosòfic pessimista sobre el món. Té en memòria d'ell una estàtua a Síria que fou decapitada per membres d'al-Nusra.
Descendent de la tribu dels Banu Tanukh, va néixer a la ciutat siriana de Maarat an-Numan al sud-oest d'Alep. Una malaltia d'infantesa el va deixar pràcticament cec als quatre anys. Va estudiar lingüística i teologia a Alep, Antioquia, i a Trípoli a la costa de l'actual Líban, i va començar la seva carrera literària, sostingut per uns petits ingressos que provenien d'un origen privat. Els seus primers poemes foren reunits a l'obra Saqt az-zand ("L'espurna d'esca"), la qual va ser aleshores molt popular.
El 994 tornà al seu poble de naixement decidint tornar a eixir d'ell a causa de les guerres entre faccions i pobles i de l'absència de ciència. Aleshores se n'anà a Bagdad.
Després d'aproximadament dos anys passats a Bagdad, Al-Maarrí va tornar a Síria el 1010, en part a conseqüència de la mala salut de la seva mare. A Bagdad, havia estat en principi ben rebut en salons literaris prestigiosos; però quan es va negar a vendre els seus panegírics, no va poder trobar cap mecenes. Va renunciar a la riquesa material i es va retirar a un habitatge apartat, per viure-hi en condicions modestes. Localment Al-Maarrí gaudia de respecte i autoritat, i nombrosos estudiants van anar a instruir-se amb ell. Poc després de tornar al seu poble natal per visitar sa mare, aquesta va morir i decidí viure de manera modesta i aïllada sense eixir de sa casa fins que morí.
Al-Maarrí va escriure un segon recull de poesies més original, Luzum la meva lam yalzam ("La necessitat inútil"), o Luzumiyat ("Les necessitats"), referint-se a la complexitat supèrflua de l'arranjament de les rimes. L'humanisme escèptic de la seva poesia és igualment aparent en la Risalat al-ghufran, en la qual el poeta visita el paradís i troba els seus predecessors, poetes pagans que han trobat el perdó. Aquesta última obra ha suscitat algunes sospites entre els musulmans que han pensat que estava marcada per l'escepticisme.
L'obra Al-Fusul wa al-ghayat ("Paràgrafs i períodes"), una col·lecció d'homilies en prosa rimada, va ser fins i tot tractada de pastitx de l'Alcorà. Encara que hagués estat l'advocat de la justícia social i de l'acció, Al-Maarrí pensava que els nens no haurien de ser concebuts, per tal d'estalviar a les generacions futures els dolors de la vida. El novembre de 2007, l'exposició de la seva obra fou prohibida al Saló Internacional del Llibre d'Alger (SILA) per directiu del ministeri d'Afers Religiosos i dels Wakfs d'Algèria.
Heus aquí alguns dels seus versos audaços:

Els habitants de la terra es divideixen en dos 

Els que tenen esperit però no religió 

I els que tenen religió però no esperit.
El seu pensament ha estat considerat pessimista i ateu. Criticà les teodicees considerant-les una pretensió d'ignorar la veritat que el món és injust.
Gran poeta líric solitari, ha estat traduït a francès per Adonis.

## Obres
- Les Impératifs. Poèmes de l'Ascèse, (edició bilingüe àrab i francès), en català: "Els Imperatius. Poemes de l'Ascesi", traduït al francès per Hoa Hoï Vuong i Patrick Mégarbané, Actes Sud, col·lecció Sindbad, Arles, 2009.
- L'epístola del perdó (Risalat al-gufran[8]), traduït al francès per Vincent-Mansour Monteil, Gallimard, París, 1984.
- Risalat ul Ghufran, una Divina Comedia, traduït al francès per G. Brackenbury, Dâr al-Maaref, El Caire, 1943.
- A la presó d'Aboul-Ala, assaig de Taha Hussein, Milelli, Villepreux, 2009, ISBN 978-2-916590-11-0